# Haláli hullák hajnala
A Haláli hullák hajnala (angol címe Shaun of the Dead) egy 2004-es brit-francia filmvígjáték, öndefiníciója szerint „romantikus komédia zombikkal”, melyet Edgar Wright rendezett, és Simon Pegg, valamint Nick Frost a főszereplői. Pegg játssza Shaunt, a férfit, aki annyira semmilyen életet él, hogy a barátnője is elhagyja, de nem éppen rendezett a kapcsolata az édesanyjával és a mostohaapjával sem. Ha ez nem lenne elég, épp akkor tör ki egy világméretű zombiinvázió, amikor elhatározza, hogy rendbeteszi az életét. A film mind a kritikusok, mind a mozipénztárak előtt nagy sikert aratott.
A Haláli hullák hajnala az úgynevezett Cornetto Három Íze-trilógia első epizódja, melyet a 2007-es Vaskabátok és a 2013-as Világvége követnek. Az elnevezés abból jön, hogy a népszerű tölcséres jégkrémre mindhárom filmben utalást tesznek. Ebben a részben epres Cornetto szerepel, mely a film véres és brutális jeleneteire utal.

## Cselekmény
|  | Alább a cselekmény részletei következnek! |

Shaun (Simon Pegg) egy elektronikai szaküzletben dolgozik eladóként, és semmi célja nincs az életben. A fiatalabb kollégái nem tisztelik, mostohaapjával, Phillip-pel (Bill Nighy) eléggé rossz a viszonya, és még a lakótársa, Pete (Peter Serafinowicz) is piszkálja, a legjobb barátja, Ed (Nick Frost) miatt, aki egy munkanélküli naplopó. Ráadásul a barátnője, Liz (Kate Ashfield) is elégedetlen a helyzetükkel, mert az összes szórakozásuk kimerül abban, hogy mindig a Winchester kocsmába járnak, Shaun és Ed kedvenc helyére. Liz és Shaun ráadásul soha semmit nem csinálnak egyedül: Shaun mindig magával viszi Edet, Liz pedig a lakótársait: Davidet és Dianne-t. Mindez azonban megváltozik, amikor Yvonne, Shaun volt barátnője véletlenül emlékezteti arra Shaunt, hogy asztalt kellett volna foglalnia egy étteremben az évfordulójukra. Ő azonban elfeledkezik róla, s így nem marad szabad asztal estére, és mivel a vacsora elmarad, Liz szakít vele. Shaun bánatát Ed segítségével alkoholba fojtja a Winchesterben, majd hajnalban bakelitlemezeket hallgatnak hatalmas hangerővel, amit Pete sem tűrhet szó nélkül. Kiderül, hogy a délután folyamán megharapta őt két csöves. Pete leteremti Shaunt, és azt tanácsolja neki, hogy kezdjen végre valamit az életével, amit Shaun meg is fogad.
Másnap az egész várost ellepik az élőhalottak, de Shaun annyira másnapos, hogy észre sem veszi, mi történt. Csak akkor, amikor meglátja a híreket, és hogy a zombik már a házuk kertjében állnak. Különféle szerszámokkal sikeresen megvédik magukat, majd elhatározzák, hogy elmennek a Winchester kocsmába, a legbiztonságosabb helyre, amit ismernek. Ám nem egyedül: a terv szerint előbb lenyúlják a zombivá változott Pete autóját, azzal elmennek Lizért, majd Shaun anyjához, Barbarához, ahol leverik Phillip-et (akit, mint megtudják, szintén megharaptak, így zombivá fog válni). Miután sikerrel járnak, az anyjáéknál autót cserélnek, miután a régit Ed összetöri. Phillip még életben van, de hamarosan meghal – ám előtte békét köt Shaunnal. Mivel azonban zombivá változik, kénytelenek az autót hátrahagyni, és gyalog mennek tovább. Útközben találkoznak Yvonne-nal és csapatával is, akik közlik velük, hogy az út zombiktól hemzseg. Shaun és Ed azon törik a fejüket, hogy miként lopakodhatnának el mellettük, s azt találják ki, hogy élőhalottnak tettetik magukat. Már majdnem bejutnak, ám kiszúrják őket, és Shaun kénytelen elcsalni őket, hogy a többiek bejuthassanak az épületbe.
Néhány óra elteltével azonban visszatérnek az élőhalottak, és betörnek a kocsmába. Shaun felfedezi, hogy a pult fölött lógó fegyverutánzat valójában egy igazi puska, és elkezdi vele lőni őket. Mivel Barbarát is megharapta egy zombi, Shaun kénytelen lelőni az anyját is. Davidet széttépik a holtak, az őt megmenteni próbáló Dianne pedig csak még több zombit szabadít rájuk. Ed Molotov-koktélt készít, hogy megállítsa őket, de a váratlanul felbukkanó Pete megharapja. A túlélők lángba borítják a kocsmát, és a pincébe menekülnek, ami öngyilkosságnak tűnik. Shaun és Liz végül egy lifttel felmennek a felszínre, a halálos sebet kapott Ed pedig várja odalent az élőhalottak újabb seregeit. Az utcán aztán többszörös túlerővel találkoznak, de ekkor váratlanul megjelenik a brit hadsereg és Yvonne, akik rendet tesznek és megmentik őket.
Hat hónappal később azok, akik nem fertőződtek meg, visszatérnek a normális kerékvágásba, a zombikat pedig olcsó munkára és szórakoztatásra megtartják. Liz és Shaun összeköltöztek, de megtartották a kerti sufniban a zombivá változott Edet is, hogy bármikor tudjanak videojátékokkal játszani.

## Szereposztás
| Szerep          | Színész            | Magyar hangja (1. szinkron, 2004) |
| --------------- | ------------------ | --------------------------------- |
| Shaun           | Simon Pegg         | Viczián Ottó                      |
| Ed              | Nick Frost         | Kálloy Molnár Péter               |
| Liz             | Kate Ashfield      | Solecki Janka                     |
| Dianne          | Lucy Davis         | Mezei Kitty                       |
| David           | Dylan Moran        | Elek Ferenc                       |
| Barbara         | Penelope Wilton    | Menszátor Magdolna                |
| Phillip         | Bill Nighy         | Sinkovits-Vitay András            |
| Yvonne          | Jessica Stevenson  | Oláh Orsolya                      |
| Pete            | Peter Serafinowicz | Bodrogi Attila                    |
| Noel            | Rafe Spall         | Vári Attila                       |
| „Önmaga”        | Jeremy Thompson    | Végh Ferenc                       |
| Declan          | Martin Freeman     | ?                                 |
| Mark            | Reece Shearsmith   | ?                                 |
| Maggie          | Tamsin Greig       | ?                                 |
| Yvonne anyja    | Julia Deakin       | ?                                 |
| Tom kuzin       | Matt Lucas         | ?                                 |
| Nagydarab zombi | Mark Donovan       | ?                                 |

## Forgatás
A film Edgar Wright sajátos képi világú stílusában lett leforgatva, és számos popkulturális utalást tartalmaz, melyeket azonban főként csak a brit nézők érthetnek. E tekintetben rendkívül hasonlít Pegg és Wright korábbi produkciójára, a "Spaced" című televíziós szituációs komédiára, amelyben a film szereplői közül sokan szerepeltek. Maga a film is a sorozat egyik epizódja alapján készült, amelyben Tim (Pegg) amfetamin hatása alatt játszik a Resident Evil 2 című játékkal, és ettől zombiinváziót hallucinál. Emellett George A. Romero zombitrilógiája is nagy hatással volt rájuk: a film címe mind az angol, mind a magyar változatban a Holtak hajnala elferdített változata. A forgatás 2003 májusa és júliusa között, kilenc hétig történt. Szinte minden jelenetet London északi részén vettek fel, kivéve a Winchester kocsmát, amely London déli részén található, és a "Duke of Albany" névre hallgatott. Sokáig a Millwall FC szurkolóinak törzshelye volt, majd 2007-ben luxuslakásokká alakították az épületet.
Érdekesség, hogy akárcsak Edgar Wright többi filmjében, itt is van olyan rejtett utalás, mellyel már a film elején elmondják, mi fog történni a cselekmény hátralévő részében. Amikor a bárban szomorkodik Shaun, mert szakított vele Liz, Ed pedig leitatja őt, a következőket mondja: "Tudod, mit csinálunk holnap? Iszunk, öcsém! Én egy Bloody Maryvel nyitok. Ráharapok egy pörcöt, aztán egy dupla Kis Hercegnő, letépünk ide, és BUMM! Nyomjuk, ameddig csak bírjuk!". Ahogy másnap elindul a zombiinvázió, Ed és Shaun először egy Mary nevű véres élőhalottal futnak össze, majd Phillipért indulnak (akit mint megtudták, megharaptak), ezután Lizért, Diane-ért, és a drámázó Davidért, majd visszajönnek a Winchester kocsmába, és ott lövik halomra a zombikat.

## Filmzene
1. S. Park – "Figment"
2. I Monster – "The Blue Wrath"
3. The Eighties Matchbox B-Line Disaster – "Mister Mental"
4. Ash – "Meltdown"
5. Queen – "Don't Stop Me Now"
6. Grandmaster Flash and the Furious Five and Melle Mel – "White Lines (Don't Don't Do It)"
7. Man Parrish – "Hip Hop, Be Bop (Don't Stop)"
8. Pete Woodhead and Daniel Mudford – "Zombie Creeping Flesh"
9. Zombie Nation – "Kernkraft 400"
10. Pete Woodhead and Daniel Mudford – "Fizzy Legs"
11. Lemon Jelly – "Soft"
12. Pete Woodhead and Daniel Mudford – "Death Bivouac"
13. The Noveltones – "The Gonk (Kid Koala Remix)"
14. Pete Woodhead and Daniel Mudford – "Envy the Dead"
15. The Specials – "Ghost Town" –
16. Pete Woodhead and Daniel Mudford – "Blood in Three Flavours"
17. The Smiths – "Panic" –
18. Ash feat. Chris Martin – "Everybody's Happy Nowadays"
19. Queen – "You're My Best Friend"
20. Pete Woodhead and Daniel Mudford – "You've Got Red on You / Shaun of the Dead Suite"
21. Pete Woodhead and Daniel Mudford – "Normality"
22. Pete Woodhead and Daniel Mudford – "Fundead"
23. Ash – "Orpheus"